# GSIクレオス
株式会社GSIクレオス（ジーエスアイクレオス）は、東京都港区に本社をおく東証プライム市場上場の商社。企画や製造も行う「事業創造型商社」を称している。国内9カ所、海外25ヶ所の拠点をもち、豊富なネットワークを活かしてグローバルに事業を展開する。

## 概要
「繊維事業」と「工業製品」の2つの事業を主軸としている。祖業である繊維事業は「ファイバー」「アウター」「インナー」の3つのセグメントにおいて、原糸から製品にいたるまで幅広く取り扱う。工業製品事業は「セミコンダクター」「ケミカル」「ホビー＆ライフ」「マシナリー＆イクイップメント」の4つのセグメントにおいて、原材料から製品にいたるまでの高度な調達・加工機能や専門知識を持ち、日本のみならず海外でも広く事業を展開する。
2001年までの社名はグンゼ産業株式会社（Gunze Sangyo, Inc.）。創業当初よりグンゼグループにおいて輸出入などを担う商社として機能しており、戦前はグンゼの製造した生糸の対米輸出が主な業務で、戦後は東レや東洋紡などから原糸・原料を仕入れてグンゼに供給し、また出来た製品をグンゼから仕入れて販売するのが主な業務だった。財閥解体に伴い、現在はグンゼ本体から分離されており、グンゼ以外との取引が多く、グンゼは主要取引先のひとつとなっている。1973年に上場して以降、グンゼはGSIの持株を段階的に手放しており、2021年以降は筆頭株主ですらなくなっているが、それでも関係は深い。
メーカーとしての側面もあり、ホビー用品を「Mr.HOBBY」のブランドで自社展開している。アパレル部門は2011年に「クレオスアパレル」として分社化した。
近年は、国内外関係会社との連携により、SDGsの達成に資する「環境」、「生活・健康」、「エネルギー」分野の事業に注力しており、具体的には、生分解性プラスチック「マタビー（Mater-Bi）」の拡販や半導体事業の拡大、軽量化事業の育成・拡大などを進めている。

## 歴史
1927年4月、総合商社の鈴木商店が破綻。鈴木商店ニューヨーク支店長として生糸の輸出に従事していた林大作は日本に帰国し、一緒に帰国したニューヨーク支店の元社員とともに、同年10月、個人商店の林大作商店を設立した。1931年に株式会社化するが、既にそれまでの4年間において、ニューヨークに残った元社員が働くアメリカの生糸輸入商の在日エージェントとして、生糸買付事業を行っていた。
1928年より郡是製絲株式会社（現・グンゼ）との取引を開始。1934年、郡是製絲の資本参加により、郡是シルクコーポレーションへと社名を変更。1937年には郡是製絲の完全子会社となった。郡是製絲は生糸の生産量の増大とともに、他の商社を介さない直輸出を求めるようになり、林大作商店を取り込むことにしたのである。1939年には郡是シルクの社員全員が郡是製絲に転籍した。このように郡是グループとして事業を拡大しようとしていた矢先、戦局とともに日米関係が悪化。1941年、アメリカで日本の資産凍結が行われ、郡是シルクは生糸の輸出を停止。郡是製絲も生糸の生産を停止した。
1942年、戦時中の敵性語排除の動きにより、「産業報国」にちなんで郡是産業株式会社と社名を改める。1943年、郡是製絲は「郡是工業」に社名を変更。生糸の生産停止により遊休化した工場で（プラモではない本物の）航空機のパーツや兵器を製造していた。
戦時中の郡是産業は、実質的に親会社である郡是工業に吸収されていたが、終戦後の1946年、財閥解体により郡是工業が解体され、郡是産業および郡是高分子（現・グンゼ高分子）が郡是工業から分離された（郡是工業も元の郡是製絲に社名を戻した）。郡是製絲はこれにより郡是産業の全ての株式を手放したが、1951年には株の過半数を取得し、再び子会社化する。
戦後、生糸の対米輸出が再開したが、戦後はナイロンなどの普及により生糸の市場が縮小したため、生糸以外の繊維製品に進出し、新たにメリヤス製品や綿花、レースなどの取扱いをはじめた。在米の資産は戦時中に収用されたものの、人脈は残っており、1955年、ニューヨークに再び現地法人を設立。繊維事業が拡大していく中、現地法人の代表が、当時世界最大手の婦人用長靴下（ストッキング）編機メーカーTextile Machine Works社と代理店契約を締結したことなどをきっかけに、1956年に工業製品分野へ進出。TMW社の総代理店として、グンゼだけではなくナイガイやアツギなどの競合にも編機を販売していた。東レから仕入れたナイロンと、TMW社の編機をグンゼに販売し、出来上がったストッキングをグンゼから仕入れて販売するのが当時の主な業務だった。
1962年、アメリカの模型メーカーであるレベル社と総代理店契約を結び、プラモデルの輸入を開始。レベル部（後のホビークラフト部）が発足した。レベル社のプラモデルは、当初は輸入だったが、1964年より金型を借り受けて国内生産を行った。また、レベル社の展開する模型用塗料「レベルカラー」の輸入販売を行った。1960年代当時、模型用塗料で先行していたマルサンの「プラカラー」に対し、「レベルカラー」は豊富な色数で人気となった。輸入品の「レベルカラー」は高温多湿な日本の気候に合わなかったことから、郡是産業と藤倉化成の共同で独自の塗料を開発し、1973年より「レベルカラー」ブランドで販売。こうして商社でありながらメーカーとしての性質を有するようになった。
1961年、日中友好商社に指定され、中国とのビジネスをスタート。1970年にはドイツと香港に、1973年にはブラジルに現地法人を設立するなど、海外との取引が拡大。同時に、さらに取り扱い商材を増やし、繊維原料や生地、婦人服、化学品、産業機械、ホビー商材などの売上を拡大。輸出額は増えたが、それ以上に国内における販売が増え、特に輸入品の販売が増えた。
1967年、親会社の郡是製絲が「グンゼ株式会社」に商号変更。以後、グンゼのグループ会社が次第に「郡是」から「グンゼ」に社名変更していった。1971年、郡是産業も設立40周年を機に、社名をグンゼ産業株式会社に改める。
1970年、女性向けファッションブランドの「NONA」を開始。1974年にはレディースファッション部門を発足し、複数の自社ブランドや海外ブランドによる高級婦人服を展開。アパレル部門はグンゼ本体にもあるが、編機の販売を通じて全国に協力工場を持ち、企画・編立・縫製から販売まで自社で一貫して行えるのがグンゼ産業の強みで、グンゼ産業のアパレル部門は高い収益を上げ、経営の柱となった。
1977年、レベル社との契約が終了し、模型用塗料のブランドが「Mr.カラー」に変更される。同時に、プラモデルの自社開発を開始し、1977年に「クルマシリーズ」の第1弾「ポルシェ934/5」を発売。
1981年、サンライズより許諾を得て「Mr.カラー」ブランドで「ガンダムカラー」の販売を開始。当時はアニメ『機動戦士ガンダム』のヒットによりガンプラブームが起こっていたが、初心者には塗装の混色が難しかったので、最初からガンダム専用に調色されているガンダムカラーは重宝された。1981年よりガンプラの組み立て説明書でも塗装にはMr.カラーおよびガンダムカラーが指定されるようになった。
1983年、『特装機兵ドルバック』放映開始。スポンサーとしてプラモデルを製造したものの、それほど盛り上がらず、グンゼ産業の唯一のキャラクタープラモデルとなった。
2001年、ナノテクノロジー事業に参入。工業製品事業の製品に用いられていた技術から発見した特殊なカーボンナノチューブの応用・開発を開始した。
同年、コーポレート・アイデンティティ（CI）を導入し、社名をＧＳＩクレオスに改称。「ＧＳＩ」のGはグローバルな (Global) 、Sは洗練された (Sophisticated) 、Iは知性 (Intelligence) の頭文字をとっている（「Gunze Sangyo Inc」の頭文字をとったわけではないことになっている）。「クレオス」は創造する (Create) 、新しい方向へと進める (Reorient) 、曙の女神 (Eos) の3語を合成した造語。曙の女神が夜明けの光を運ぶように、グローバルで洗礼されたプロフェッショナル人材が、新しい商材・ビジネスを創造し、近未来の夢をといわれるものを現実に変えていくという意味が込められている。同時に、ホビー部において旧「グンゼ産業」ブランドに代わる独自ブランド「Mr.HOBBY」が発足した。
2003年、ドールフィギュア「ピンキーストリート（Pinky：st.）」の展開を開始。フィギュアだけでなくOVAやゲームにも展開されるヒット作となった。
2015年、海外現地法人であるＧＳＩブラジル社において、現地の医療インフラニーズの高まりにともない、人工透析装置の取り扱いを開始した。
2018年、環境関連事業拡大の一環として、生分解性プラスチック市場へ本格参入。海洋および土壌環境で分解される高品質な生分解性プラスチックを取り扱う。
同年、ネイル事業に参入。ホビー・ライフ分野で培ったノウハウ、知識・情報やネットワークを活用した商品を開発し、自社ブランド「CON’CELECT（コンセレクト）」をローンチした。
2021年、ブラジルのサンパウロ市郊外に透析クリニック（GSI Creos Memorial Clinic）を開業。また、2015年より行っている人工透析装置の取り扱いに加え、関連部材の取引を行うなど人工透析装置ビジネスを拡大した。
2022年、東京証券取引所の市場区分見直しによりプライム市場へ移行。
同年、本社を芝公園ファーストビル（東京都港区）へ移転。IT環境の強化及び機能的なオフィスレイアウトの採用により、生産性と業務効率の向上を図る。
2023年、インド・ムンバイに現地法人を設立。これまで10年にわたり現地エージェントと営業活動を行っていたが、これを機に成長が著しいインド市場でのさらなるビジネス拡大を狙う。
同年、ベトナム・ハノイに現地法人を設立。2015年からベトナムに駐在員事務所を設置し、主にグループの繊維ビジネスのサポート拠点としていたが、ハノイの駐在員事務所を閉鎖し現地法人を設立することで、アセアン地域の重要拠点のひとつであるベトナム国内で営業活動ができる体制を構築した。
2025年、三菱ケミカル株式会社よりトリアセテート繊維事業を譲り受け、グループの新会社「株式会社ソアロン」として業務を開始。世界で唯一、同社だけが製造するトリアセテート繊維（ブランド名：ソアロン）の原糸およびテキスタイルの製造・販売をおこなう。
同年4月、グループで展開するグローバル化学品事業の中長期的な発展を目的とし、ドイツ法人である GSI ヨーロッパ社の支店として、 南フランス・コートダジュール地域圏のグラースに化学品事業の研究開発拠点を設立。

## 事業内容
繊維事業
繊維に関わる事業を、糸から製品（アウター・インナー・レッグウェア）まで一貫して取り扱う。OEM・ODMによる製品供給を行うほか、自社ブランド「LaLa Glange」（インナー）なども展開。自社ECサイト「jolie clothes」の運営も行う。素材の調達・開発・加工力、国内外に広がる生産背景などを活用した、ニーズに応じたものづくりができることが強み。

工業製品事業
「セミコンダクター」「ケミカル」「ホビー＆ライフ」「マシナリー＆イクイップメント」の4つのカテゴリーにおいて、原材料から製品まで、様々な商品を販売・輸出入。「セミコンダクター」関連では最先端半導体製造装置用部材や汎用性半導体部材などを、「ケミカル」関連では塗料・コーティング原料、樹脂原料、各種フィルムやカーボンナノチューブなどを、「ホビー＆ライフ」関連では化粧品原料やホビー商材（Mr.カラー等の模型用塗料・工具） などを、「マシナリー＆イクイップメント」関連では産業用機械や複合材成形設備・材料をそれぞれ取り扱う。専門性の高い技術・知識や先端事業開発ノウハウなどを活かした、ソリューションの開発・提供に強み。

## 沿革
- 1927年 林大作商店として横浜市で創業。米国への生糸・絹撚糸の輸出を開始
- 1931年 株式会社林大作商店を横浜市に設立
- 1934年 株式会社郡是シルクコーポレーションに改称
- 1939年 本社を神戸市に移転
- 1942年 郡是産業株式会社に改称
- 1945年 繊維その他分野の取引開始
- 1949年 大阪支店開設
- 1952年 本社を東京都中央区に移転
- 1955年 米国・ニューヨークに現地法人を設立
- 1956年 工業製品分野へ進出
- 1961年 日中友好商社の指定を受ける
- 1970年 独国・デュッセルドルフおよび香港に現地法人を設立
- 1971年 グンゼ産業株式会社に改称し、本社を東京都千代田区に移転
- 1973年 東京・大阪両証券取引所市場第二部に上場。ブラジル・サンパウロに現地法人を設立
- 1978年 東京・大阪両証券取引所市場第一部銘柄に指定
- 1994年 本社を千代田区九段下に移転
- 1998年 米国・ニューヨークに持株会社を設立
- 1999年 中国・上海に現地法人を設立
- 2001年 株式会社GSIクレオスに改称。ナノテクノロジー分野へ参入
- 2003年 中国・深圳に現地法人を設立
- 2005年 韓国・ソウルに現地法人を設立
- 2013年 インドネシア・ジャカルタに現地法人を設立
- 2014年 タイ・バンコクに現地法人を設立
- 2018年 米国・テキサス州・ヒューストンに営業拠点を開設。生分解性プラスチック市場に参入
- 2021年 中国・上海に半導体事業を主力事業とする現地法人を設立
- 2021年 米国・ロサンゼルスに営業拠点を開設
- 2022年 米国・オハイオ州の営業拠点をイリノイ州・シカゴに移転
- 2022年 東京証券取引所プライム市場銘柄に指定
- 2022年 本社を現在地に移転
- 2023年 インド・ムンバイに現地法人を設立
- 2023年 ベトナム・ハノイに現地法人を設立
- 2025年 三菱ケミカル株式会社からトリアセテート繊維事業を譲り受け、株式会社ソアロンとして業務開始
- 2025年 GSI ヨーロッパ社の支店として、 南フランスに化学品事業の研究開発拠点を設立

## 事業所
- 本社 〒105-0014 東京都港区芝三丁目8-2（芝公園ファーストビル16F）
- 大阪支店 〒540-0008 大阪府大阪市中央区大手前一丁目7-31（OMMビル6階）
- 日本橋営業所 〒103-0005 東京都中央区日本橋久松町9-9（FRAME日本橋2階）
- 赤坂営業所 〒107-0052 東京都港区赤坂七丁目1-1（青山安田ビル10F）
- 北陸営業所 〒910-0005 福井県福井市大手三丁目7-1（繊協ビル703A号室）
- 福岡営業所 〒812-0013 福岡県福岡市博多区博多駅東三丁目11-28（博多サンシティビルII4階）
- 東北営業所 〒980-0014 宮城県仙台市青葉区本町2-15-1（ルナール仙台14F）
- 熊本営業所 〒861-2202 熊本県上益城郡益城町田原1155-12 テクノラボラトリ
- ナノカーボン開発センター（NCDC）〒210-0855 神奈川県川崎市川崎区南渡田町1-1（京浜ビル8階）

## 関係会社
日本国内
- 株式会社セントラル科学貿易
- 株式会社ジーマーク
- 株式会社いずみ
- GSIマルロンテックス株式会社
- 株式会社クレオスアパレル
- 株式会社GSIアブロス
- 但馬合繊株式会社
- 日神工業株式会社
- 株式会社ソフィア
- 桜物産株式会社
- 株式会社ソアロン
- 株式会社GSIソアロンテキスタイルラボ

日本国外
- GSIホールディング社 （GSI Holding Corporation）
- GSIアメリカ社 （GSI Exim America, Inc.）
- GSIブラジル社 （GSI Creos Brasil Ltda.）
- GSIヨーロッパ社 (GSI Europe-Import+Export GmbH)
- GSI香港社 (GSI Trading Hong Kong Limited)
- GSIタイランド社 (GSI Creos (Thailand) Co., Ltd.)
- GSIインドネシア社 (PT. GSI Creos Indonesia)
- GSI中国社 (GSI Creos China Co., Ltd.)
- GSI深圳社 (GSI (Shenzhen) Limited)
- GSI韓国社 (GSI Creos Korea Co., Ltd.)
- GSIテクノロジー（中国）社（GSI Creos Technology (China) Co., Ltd.）
- 北京吉思愛針織有限公司（Beijing GSI Hosiery Co., Ltd.）
- GSIインド社（GSI Creos India Private Limited）
- GSIベトナム社（GSI Creos Vietnam Company Limited）